# Ursula K. Le Guin
Ursula Kroeber Le Guin (født 21. oktober 1929 i Berkeley, Californien, død 22. januar 2018) var en amerikansk forfatterinde, essayist, digter, oversætter og fransklærer, mest kendt for sine fantasy og science fiction bøger.

## Karriere
Ursula K. Le Guin er især anerkendt for sine romaner og noveller i fantasy- og science fiction-genrerne. Hendes forfatterskab er ganske omfattende med over 20 romaner og over hundrede små fortællinger, litteraturkritik, oversættelser og en række børnebøger, skrevet gennem et knap 60 års aktivt forfatterskab.
Hendes mest berømte bogserie handler om troldmanden Gæt og hans verden Jordhavet. Det er en bogserie på i alt seks bøger, udgivet fra 1968 til 2001, hvoraf de fire første er oversat til dansk:
- Troldmanden fra Jordhavet (A Wizard of Earthsea)
- Atuans Grave (Tombs of Atuan)
- Den Yderste Kyst (The Farthest Shore)
- Det Brændte Barn (Tehanu)

Jordhavs-serien og de fleste andre af Le Guins værker er baseret på jungianisme og en taoistisk-anarkistisk livsfilosofi. 
Bogen Ordet for verden er skov (The word for world is forest) fra 1972, benytter scifi-genren til at sætte mødet mellem civilisationer i spil. I en fremtidig verden er jorden tømt for ressourcer, hvorfor mennesket opsøger andre universer, i dette tilfælde stedet, de giver navnet New Tahiti, for at skove træ. der skal sendes tilbage til jorden. Værket er en klar inspiration til blandt andet Avatar-filmene. Samtidig er bogen aktuel i spørgsmål om skovrydning, ressourcemangel og kolonisering. Bogen indbragte Le Guin en Hugo-award i 1973 i kategorien novella.
Andre af Le Guins bøger på dansk er Mørkets Venstre Hånd samt flere science fiction-værker for voksne. Disse bøger er mere åbenlyst politiske og har et specielt stærkt feministisk budskab. Le Guin har også internationalt kendt for sin engelske oversættelse af Lao Tzus Tao Te Ching fra kinesisk, et projekt som tog hende 40 år. 
Hun skrev kritiske tekster om fantastisk litteratur. Blandt hendes mere kendte essays er 'Bæreposeteorien om fiktion' (The Carrier Bag Theory of Fiction), hvor hun argumenterer imod klassiske heltefortællinger, der prioriterer maskuline og voldelige fortællinger frem for mere opbyggelige.
Hendes værker har påvirket flere Booker-prisvindere samt Salman Rushdie, David Mitchell og andre science fiction- og fantasy-forfattere som Neil Gaiman og Iain Banks. Hun har vundet flere priser: fx Hugoprisen, Nebulaprisen og World fantasy-prisen, og hver af dem flere gange.. I 2003 blev hun udnævnt "Grandmaster of Science Fiction" som en af få kvinder, der har fået den ære.

## Privatliv
Hendes far var antropologen Alfred L. Kroeber, og mor var forfatterinden Theodora Kroeber (der har skrevet om de californiske indfødte amerikanere). 
Hun blev i 1953 gift med historikeren Charles A. Le Guin i Paris, og med ham fik hun tre børn. Familien boede i Portland, Oregon.